# Praça Dizengoff

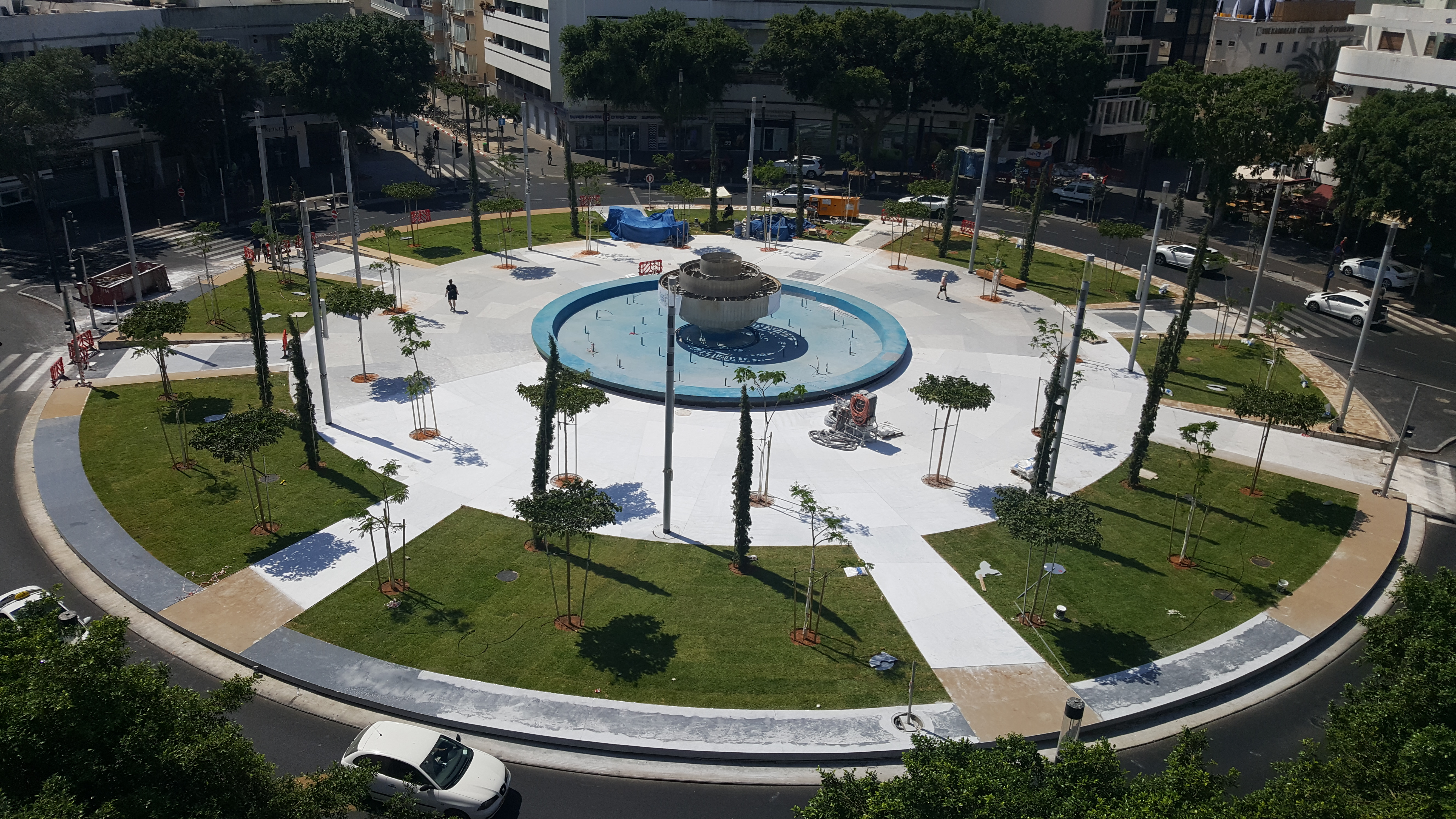
Praça Dizengoff em 2016

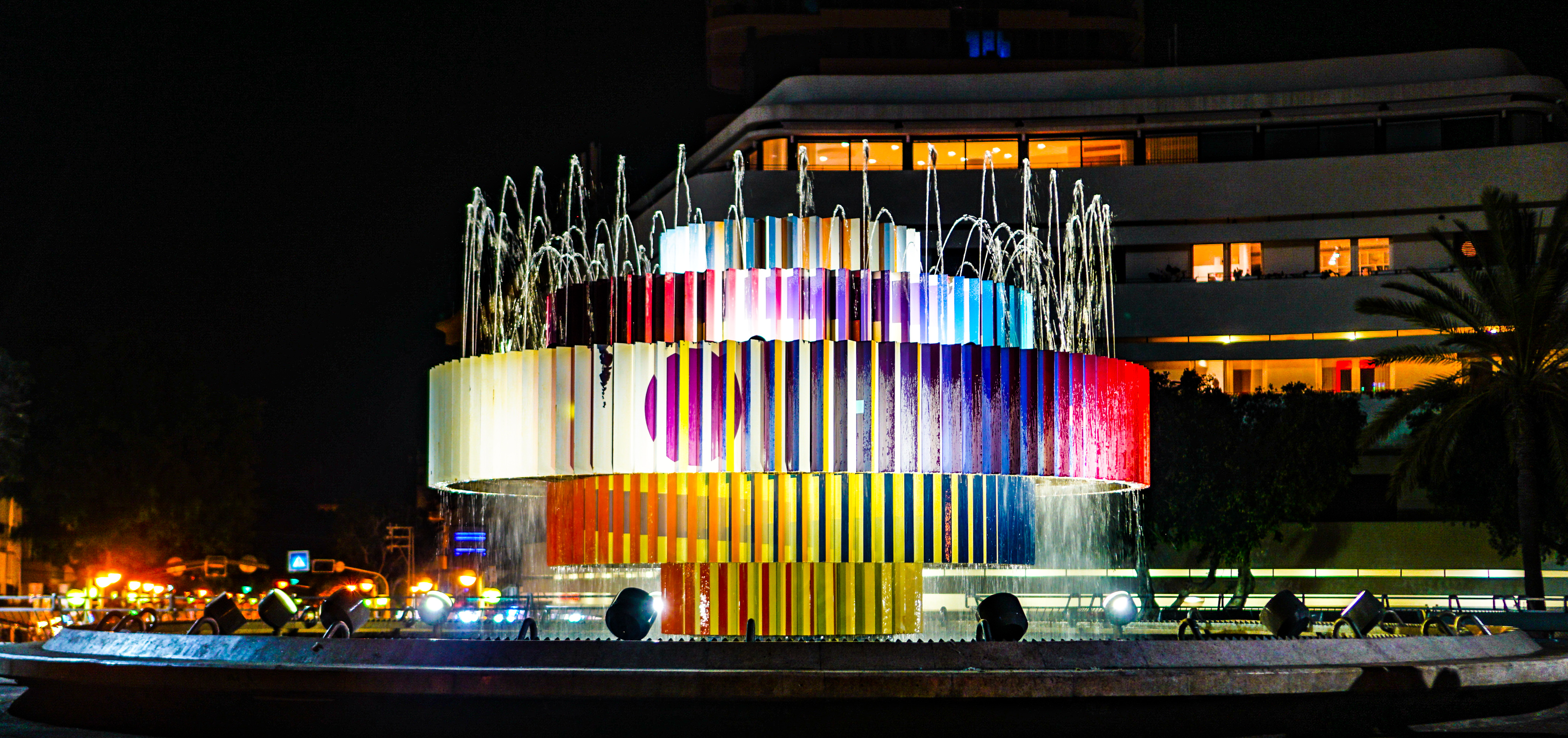
A Fonte de Fogo e Água da praça (2016)

Praça Dizengoff (em hebraico:  כִּכָּר דִיזֶנְגוֹף, oficialmente Praça Zina Dizengoff ,כִּכָּר צִינָה דִיזֶנְגוֹף Kikar Tsina Dizengof  é uma praça pública icônica em Tel Aviv, na esquina da Rua Dizengoff, Rua Reines e Rua Pinsker. Uma das principais praças da cidade, foi construída em 1934 e inaugurada em 1938.

## Nome
A Praça Dizengoff recebeu o nome de Zina (Tzina), esposa do primeiro prefeito de Tel Aviv, Meir Dizengoff. Seu projeto original da década de 1930 foi chamado de "Étoile de Tel Aviv" devido ao formato da praça - uma rotatória no encontro de seis ruas.

## História

### Origem (1930-70)

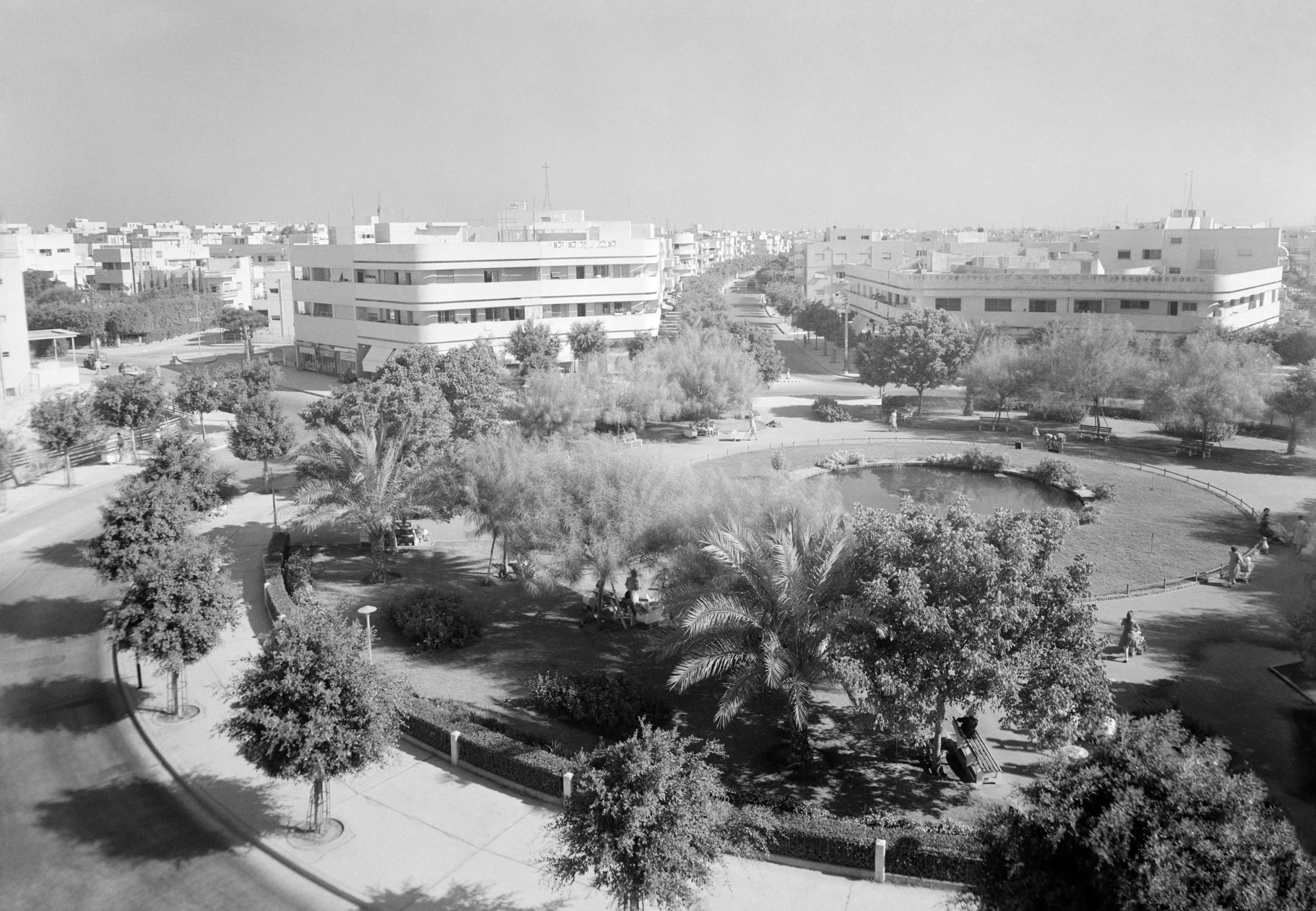
Praça Dizengoff, fotografada entre 1940 e 1946.

Em 1934, Genia Averbuch ganhou um concurso para o projeto de uma praça municipal. Seu formato circular tem sido um ponto focal de Tel Aviv desde a sua criação,  sendo sua localização no coração da cidade uma das razões.

### Reforma (década de 1970)

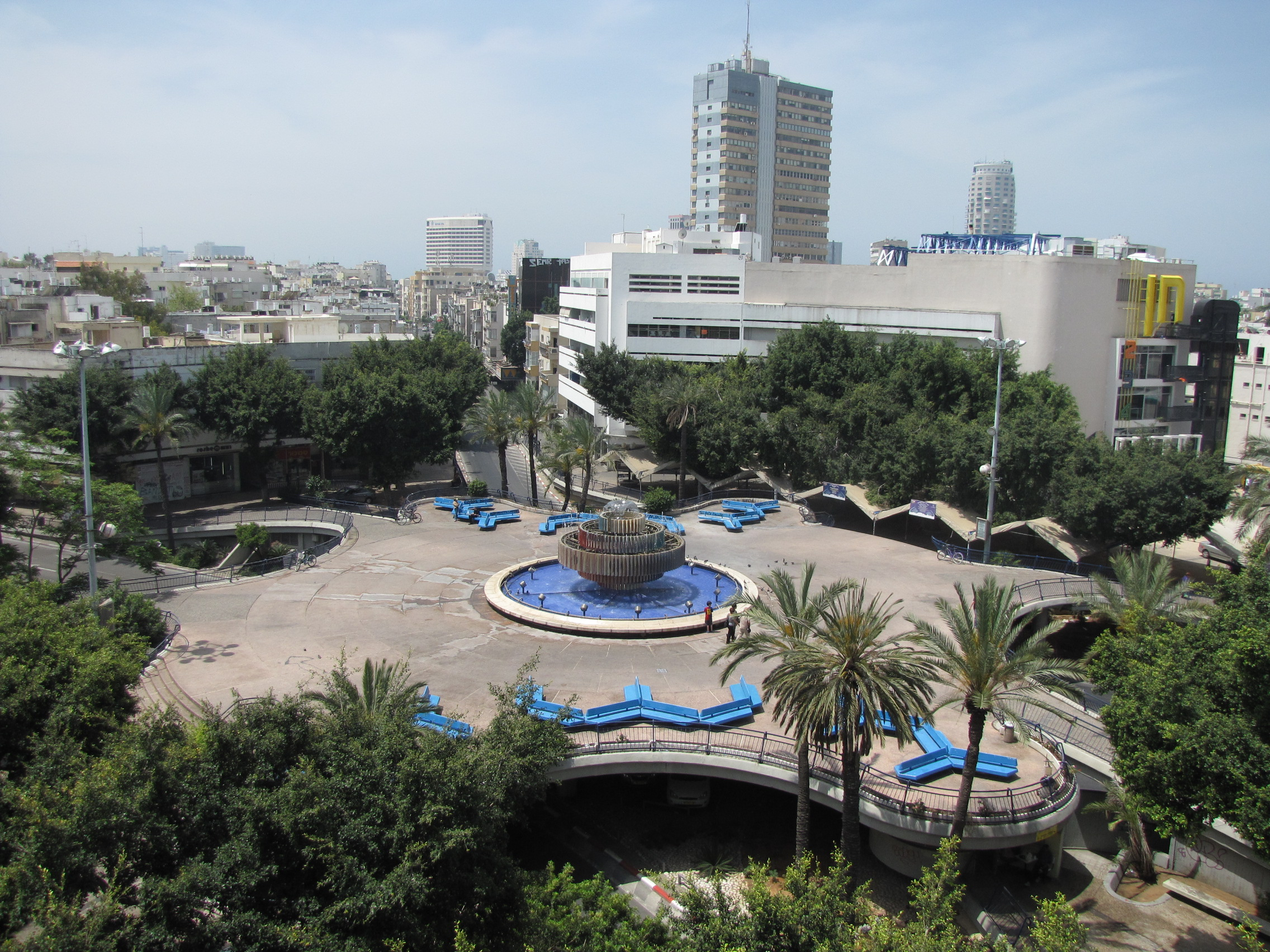
Uma imagem mostrando o antigo layout de dois níveis (2010)

Em 1978, a antiga configuração de níveis divididos foi introduzida. A planta foi do arquiteto Tsvi Lissar, da Lissar Architects and City Planners. Foi elevado em um esforço para aliviar o congestionamento na área. A praça foi reconstruída com um design totalmente diferente: passou a ser coberta por uma praça elevada para pedestres acima da Rua Dizengoff, Rua Pinsker e Rua Reines.

### Centro e fonte (década de 1980)
A praça tem 300 metros (980 pé) do Dizengoff Center, cuja construção começou em 1972 e não foi concluída até 1983. Uma fonte com uma estátua de vidro feita por Allen David foi erguida no meio da praça durante sua reformulação na década de 1970 e foi substituída em 1986 pela agora histórica fonte de escultura cinética de Yaacov Agam.

### Reformas (século XXI)
Em 2012, a fonte foi restaurada, pintada de novo e reparada.
Em 2016, o município de Tel Aviv decidiu trazer a praça de volta ao seu desenho original e movê-la de volta ao nível da rua, causando polêmica pública.